# KMD
KMD (abreviatura de Kausing Much Damage) fue un trío de hip hop que emergió a principios de los 90's. El más conocido fue el rapero y productor Zev Love X, quien más adelante cambiaría su nombre artístico  MF DOOM Los otros miembros del grupo fueron Rodan y DJ Subroc (hermano de Zev Love X). Este último murió en un accidente automovilístico en 1993, el cual marcó el fin del grupo.

## Historia
Este grupo fue conformado por Daniel Dumile (conocido como Zev Love X en ese entonces), Dingilizwe Dumile (DJ Subroc) y Rodan. Kausing Much Damage fue formada en el año 1989, en Long Island, Nueva York. Inició como una 'crew' de grafiti y Breakdance.
Onyx the Birthstone Kid reemplazó a Rodan, pues él decidió dejar al grupo para terminar la secundaria. MC Serch, miembro de 3rd Bass, conoció a los integrantes de KMD y los invitó a formar parte de su vídeo "The Gas Face" el tercer single de su disco The Cactus Album. Luego de esta aparición, captaron la atención del ejecutivo Dante Ross, quien ayudó a KMD a firmar un contrato con Elektra Records.
Su álbum debut fue Mr. Hood, el cual fue publicado en el año 1991. Sus canciones se enfocaban en el racismo y en el poder negro, pero de una manera cómica. Subroc utilizó como samples canciones de programas televisivos infantiles, tales como Plaza Sésamo.
En el año 1993, el grupo grabó su segundo disco titulado Black Bastards, el cual tenía temas similares al de su primer disco. Pero este álbum fue mucho más polémico pues se enfocaba de una manera más cruda y agresiva en el racismo, las drogas, el sexo y el alcohol. Esto sin mencionar que en la portada aparecía un africano colgado del cuello. 
Poco después de anunciar la fecha de publicación de este disco, Subroc murió atropellado por un auto al intentar cruzar una autopista en Long Island. Una semana después del incidente, Elektra Records decidió declinar la publicación del disco. El álbum generó tanta controversia por su contenido y su portada, que la administración de este sello discográfico decidió no sacarla. La compañía decidió entregar a Zev Love X la grabación maestra del disco y le ofreció $20.000 para retirarse de este sello discográfico. Este álbum fue filtrado y contrabandeado hasta que fue oficialmente publicado por Fondle 'Em Records en 1998. Daniel Dumile desapareció del mundo del Hip Hop hasta el año 1998, donde aparecería con el nombre MF DOOM.

## Discografía

### Álbumes
- Mr. Hood (1991, Elektra Records)
- Black Bastards (2001, Sub Verse)

### EP
- Black Bastards Ruffs + Rares (1998, Fondle 'Em)

### Recopilaciones
- Best of KMD (2003, Nature Sounds)

### Sencillos
- "Peachfuzz / Gasface Refill" (1990) from Mr. Hood.
- "Nitty Gritty / Plumskinzz" featuring Brand Nubian (1991) from Mr. Hood.
- "Who Me? / Humrush" (1991) from Mr. Hood.
- "What a Niggy Know?" (1993) from Black Bastards.
- "It Sounded Like a Roc / Stop Smokin' That Shit" (1999) from Black Bastards.

### Vídeos musicales
- "Who Me?" (1991)
- "Peachfuzz"(1991)